# Зубрицкий, Михаил Иванович
Михаил Иванович Зубрицкий герба Помян (укр. Михайло Іванович Зубрицький; 22 октября 1856, с. Кондратов, теперь в Турковской общине Самборского района Львовской области Украины — 8 апреля 1919, с. Береги Долишни, теперь Бещадского повята Подкарпатского воеводства Польши) — украинский галицкий этнограф, фольклорист, педагог, историк, публицист. Действительный член Научного общества имени Шевченко (1904).

## Биография
Михаил Зубрицкий был десятым ребенком в семье мелкого шляхтича Ивана Зубрицкого герба Помян и его жены Анастасии (из дома Нановской герба Сас).
В 1870 году поступил в Дрогобычскую гимназию. С 1876 по 1877 год служил в австрийской армии. Демобилизовавшись, продолжил учебу в гимназии, после окончания которой в 1879 поступил в греко-католическую духовную семинарию в Перемышле.
Рукоположен в священники. С 1883 по 1914 год служил греко-католическим священником в селе Мшанец. В 1914 году переехал в село Береги Долишни (ныне Польша).
Со школьных лет поддерживал дружеские отношения с Иваном Франко, и уже будучи священником активно сотрудничал с ним, а также В. Гнатюком. За деятельность по сохранению и развитию языка, литературы и культурных особенностей украинского народа неоднократно подвергался арестам властями. В 1914—1916 годах отбывал ссылку в Словении.
С 1918 года М. И. Зубрицкий — активный участник органов самоуправления Западноукраинской народной республики.
Был сотрудником историко-философской секции Научного общества имени Шевченко, одним из организаторов общества «Просвита» (рус. «Просвещения») и кооперативных организаций на Бойковщине. Занимался педагогической деятельностью.
Активный защитник национально—культурных прав украинцев Закарпатья. Им опубликованы около 325 статей в газетах «Дело», «Заря», «Записках Научного общества имени Шевченко».
Является автором исследований по этнографии, фольклору, истории края.

## Избранные труды
- Село Кондратов (Турковского повита) (1895)
- Народный календарь (1900)
- Село Мшанец Старосамборского повита (1907)
- О свадьбе у наших эмигрантов в Америке (1913), и другие

Собирал и часто публиковал украинские народные песни, рассказы, легенды, поговорки, пословицы и тому подобное. Лучшие образцы его записей напечатаны в изданиях серии «Украинская народное творчество».